# 沙溪镇 (潮州市)
沙溪镇，是中华人民共和国广东省潮州市潮安区下辖的一个乡镇级行政单位。
服務汕頭市、潮州市和揭陽市的廈深鐵路潮汕站正設在沙溪鎮。

## 行政区划
沙溪镇下辖以下地区：
沙溪社区、前陇一村、前陇二村、上西林村、下西林村、内池村、生聚村、沙溪一村、沙溪二村、高厦一村、高厦二村、高楼村、五嘉陇村、贾里村、刘畔村、仁里村、程畔村和玉湖村。

## 交通
- 厦深铁路：潮汕站

## 外部連結
- 潮安县沙溪镇人民政府 （页面存档备份，存于）